# Aurelio Cano Flores
Aurelio Cano Flores (noto anche come Yankee o Yeyo; Tamaulipas, 3 maggio 1972) è un criminale messicano, ex trafficante di droga ed ex rappresentante del cartello del Golfo, un'organizzazione messicana dedita al traffico di droga.
È anche un ex membro della polizia giudiziaria federale a Tamaulipas. Attualmente è detenuto negli Stati Uniti, dove sconta una condanna di trentacinque anni di carcere.
Nato nello stato di Tamaulipas, Cano Flores divenne un trafficante di droga nel 2001 mentre prestava ancora servizio come agente di polizia. Il suo ruolo nelle forze dell'ordine messicane e i suoi legami con il cartello del Golfo gli facilitarono il reclutamento di diversi altri poliziotti nei ranghi dell'organizzazione criminale. In qualità di leader riconosciuto, Cano Flores è stato il capo regionale del cartello del Golfo a Los Guerra, una città nel comune di Ciudad Miguel Alemán. Rivestiva un ruolo di primo piano anche a Camargo, dove coordinava spedizioni di eroina, cocaina e marijuana negli Stati Uniti.
Nel 2010 il suo nome comparve in un mandato di cattura federale emesso dagli Stati Uniti assieme a quelli di altri diciannove trafficanti di alto rango affiliati a La Compañía, il nome usato per descrivere l'alleanza fra il cartello del Golfo e i Los Zetas. Fu arrestato dalla polizia federale messicana nel giugno 2009 ed estradato negli Stati Uniti il 19 agosto 2011 in attesa di venire processato per traffico internazionale di stupefacenti. Cano Flores è stato successivamente condannato a trentacinque anni di prigione, e il 13 maggio 2013 anche al risarcimento di 15 miliardi di dollari al Governo degli Stati Uniti, il che lo rese all'epoca il "più influente membro del cartello del Golfo a essere stato condannato da una giuria statunitense negli ultimi quindici anni".

## Carriera criminale
Aurelio Cano Flores nacque a Tamaulipas, in Messico, il 3 maggio 1972. Si unì al cartello del Golfo, un'organizzazione messicana dedita al traffico di droga, nel 2001, mentre ancora prestava servizio nella polizia giudiziaria federale. Come poliziotto, Cano Flores riuscì a corrompere e affiliare molti dei suoi colleghi al cartello del Golfo, per il quale raccoglievano i proventi della droga dell'organizzazione e scortavano le spedizioni di droga dirette al confine tra Stati Uniti e Messico. Raggiunse in poco tempo posizioni di vertice all'interno dell'organizzazione, ottenendo la direzione degli affari del cartello del Golfo nella zona di confine di Los Guerra, una piccola città nel comune di Ciudad Miguel Alemán, in prossimità del confine fra Messico e USA presso la città di Roma nel Texas. Mentre esercitava il comando, Cano Flores lavorò anche con Los Zetas, un'organizzazione criminale formata alla fine degli anni '90 da ex commando dell'esercito messicano, concepiti come ala paramilitare del cartello del Golfo. Per mantenere la supremazia del cartello del Golfo, secondo quanto riferito, Cano Flores ricorse all'intimidazione e alla violenza contro i trafficanti di droga rivali e le forze dell'ordine messicane. Prima del suo arresto il 10 giugno 2009, aveva ampliato la sua area di influenza come leader del cartello del Golfo a Camargo, e coordinava spedizioni di eroina, cocaina e marijuana negli Stati Uniti.

### Arresto e processo
Cano Flores fu arrestato dalla polizia federale messicana il 10 giugno 2009 perché trovato in possesso di un'arma da fuoco, un caricatore e trenta cartucce. Il 4 novembre 2010 venne incriminato insieme ad altri diciannove trafficanti di droga affiliati a La Compañía, un nome che si riferisce collettivamente all'alleanza stretta fra il cartello del Golfo e Los Zetas, e accusato di cospirazione per traffico superiore a cinque chili di cocaina e almeno mille chili di marijuana negli Stati Uniti. Il Dipartimento del Tesoro degli Stati Uniti aveva già segnalato Cano Flores nel 2009 come stretto collaboratore dei capi Zeta Heriberto Lazcano Lazcano e Miguel Treviño Morales, considerati dal governo come "importanti trafficanti internazionali di stupefacenti".
Venne quindi estradato negli Stati Uniti dal Messico il 19 agosto 2011 per essere processato per traffico di droga. Al momento della sua estradizione, le autorità statunitensi notificarono che rischiava una pena detentiva minima di dieci anni e una pena massima dell'ergastolo per le sue accuse. Il 13 maggio 2013, il giudice distrettuale degli Stati Uniti Barbara Jacobs Rothstein condannò Cano Flores a trentacinque anni di carcere e a un risarcimento quindici miliardi di dollari per i suoi crimini. Fu il più rilevante esponente del cartello del Golfo a venire condannato da una giuria statunitense nei precedenti quindici anni.

## Ricompensa
Il Dipartimento di Stato americano aveva offerto fino a cinque milioni di dollari per informazioni che portassero al suo arresto o condanna.
Cano Flores aveva anche due pseudonimi: Yeyo (nome in gergo della cocaina) e Yankee. Alcuni media lo chiamavano anche con un altro nome, Efraín Sánchez Castillo.

### Sanzione del Kingpin Act
Il 24 marzo 2010, il Dipartimento del Tesoro degli Stati Uniti sanzionò Cano Flores ai sensi del Foreign Narcotics Kingpin Designation Act (a volte indicato semplicemente come "Kingpin Act"), per il suo coinvolgimento nel traffico di droga insieme ad altri cinquantatré criminali internazionali e dieci "entità straniere". L'atto comporta il veto, per i cittadini e le aziende statunitensi, a svolgere qualsiasi tipo di attività commerciale con lui, nonché il congelamento di tutti i suoi beni negli Stati Uniti